# Jenara Vicenta Arnal Yarza
Jenara Vicenta Arnal Yarza   (Saragossa, 19 de setembre de 1902 - Madrid, 27 de maig de 1960) va ser la primera doctora en Ciències Químiques d'Espanya.

## Biografia
Jenara Vicenta va néixer en una família humil. El seu pare va ser Luis Arnal Foz, natural de Saragossa, jornaler de professió, encara que amb posterioritat es va dedicar a la reparació de pianos; la seva mare, Vicenta Yarza Marquina, natural de Brea (Saragossa), es dedicava a la feina de casa. Tenia dos germans: Pilar, que va arribar a ser una gran pianista, va estudiar a París i va arribar a donar concerts en el Teatre Real de Madrid; i Pablo, catedràtic de Física i Química, i que va pertànyer al Consell Superior d'Investigacions Científiques, però va morir sent molt jove.
La seva vocació la va dur a estudiar Magisteri a Saragossa, i obtingué la titulació de Mestra de Primer Ensenyament el 3 de desembre de 1921. Però les seves ànsies de saber la van portar a matricular-se durant el curs acadèmic de 1922-1923 a la Facultat de Ciències de la Universitat de Saragossa, en la branca de Ciències Químiques, en qualitat d'alumna no oficial. Cursant la resta dels anys de la carrera ja com a alumna oficial, obtingué la qualificació d'excel·lent i matrícula d'honor en totes les assignatures. El títol del Grau de Llicenciada, se li va expedir el 12 de març de 1927.
Va continuar estudiant per assolir el Grau de Doctora a la Facultat de Ciències, Secció de Químiques, de la mateixa Universitat, grau que obtingué el 13 de desembre de 1929, data d'expedició del títol. És així com Jenara Vicenta Arnal Yarza es va convertir en la primera doctora en Ciències Químiques d'Espanya, seguida més tard per les catedràtiques Ángela García de la Puerta i María Antonia Zorraquino Zorraquino.
Després de finalitzar els estudis, l'any 1926, va iniciar la seva labor com a investigadora en els laboratoris de Química teòrica de la Facultat de Ciències de la Universitat de Saragossa. Però la seva recerca la portaria a treballar en altres centres tant públics com privats, entre els quals l'Escola Industrial de la mateixa ciutat, l'Escola Superior de Treball de Madrid, el Anstalt für Anorganische Chemie de la Universitat de Basilea (com a pensionada de la Junta d'Ampliació d'Estudis -JAE-), i l'Institut Nacional de Física i Química de Madrid (prosseguint i ampliant els treballs iniciats a Suïssa i Alemanya, on havia anat a investigar sobre Electroquímica, en qualitat de pensionada de la mateixa JAE).
El 1929 va entrar a formar part de la Reial Societat Espanyola de Física i Química, per la seva destacada labor investigadora tant a Espanya com a l'estranger.
Mentre va estar en els laboratoris de l'Anstalt für anorganische Chemie va investigar sobre l'obtenció electrolítica dels persulfats de zinc i lantani i els resultats del seu treball van ser publicats resumidamente a la revista Helvètica Chimica Acta. També va investigar sobre oxidacions químiques produïdes per l'acció del fluor en corrent gasós. Va passar un temps estudiant a la Technische Hochschule, de Dresden, gràcies a l'ampliació de la beca per dos semestres que va sol·licitar el 1932.
Durant la Segona República Espanyola Arnal Yarza va estar treballant en l'Institut Nacional de Física i Química en la secció dedicada a l'electroquímica.
Quan esclatà la guerra estava a Madrid i el 1937 sortí d'Espanya i estigué un temps a França, d'on tornà per entrar a la zona nacional. Després de la guerra va poder exercir sense ser sancionada.
Durant la dictadura franquista va continuar interessada en la recerca científica; va realitzar diversos treballs per al Consell Superior d'Investigacions Científiques (CSIC), a més de formar part de l'Institut de Pedagogia San José de Calasanz i col·laborar en el Butlletí Bibliogràfic del CSIC. El seu pensament científic deixà una gran petjada, la qual cosa quedà patent en publicacions destinades als mestres i inspectors d'Ensenyament Primari mitjançant la Biblioteca Auxiliar d'Educació.
Al maig de l'any 1947 va aconseguir autorització per assistir al Primer Centenari de la Royal Society i al XIè Congrés Internacional de Química Pura i Aplicada que es va celebrar a Londres al juliol d'aquest mateix any, al desembre la Direcció general d'Ensenyaments Mitjans li va donar permís per realitzar una missió al Japó com a Delegada de la Secció d'Intercanvis del CSIC. Al seu retorn a Espanya, Jenara Vicenta Arnal va impartir conferències i va facilitar l'intercanvi de les publicacions del CSIC amb les de les Universitats i centres d'alta recerca japonesos (més tard marxà durant dos anys al país nipó on amplià els estudis en química).
Al juliol de 1953 va assistir al XIIIè Congrés Internacional de Química Pura que es va celebrar a Estocolm i Uppsala; i aquest mateix any, al setembre, va iniciar el que seria l'últim viatge a Europa per motius de recerca, per assistir a la reunió del Comitè Internacional de Termodinàmica i Cinètica Electroquímiques, que se celebrava a Viena del 28 de setembre al 5 d'octubre.

## La seva trajectòria com a docent
A la passió per la recerca s'ajuntava la passió per la docència, a la qual va dedicar també gran part de la seva vida. Va començar el seu periple com a docent l'any 1926, realitzant treballs com a ajudant de classes pràctiques amb destinació a la càtedra de Química Analítica de la Facultat de Ciències de la Universitat de Saragossa, fins al 4 de maig de 1927, moment en el qual va cessar. Alhora va estar encarregada del primer curs de l'assignatura de Química inorgànica, perquè el catedràtic estava legalment absent. En el mateix any 1927 va aconseguir un contracte, com a auxiliar temporal de la càtedra d'Electroquímica i Ampliació de Física, en la mateixa Facultat, cessant el 9 d'abril de 1930. A partir d'aquest moment, i després d'aprovar les oposicions a catedràtica d'institut, fet que la convertia en l'onzena dona espanyola a aconseguir-ho i la segona catedràtica en ciències, es dedicà a l'ensenyament secundari en instituts.
La seva primera destinació va ser l'Institut Nacional Femení Infanta Cristina, de Barcelona, des de 1930 fins a la seva supressió el 1931, on va exercir de catedràtica interina. El 1933 fou traslladada com a catedràtica numerària a l'Institut de Segon Ensenyament de Calataiud, després va obtenir la càtedra de Física i Química a l'Institut de Bilbao, des del qual va passar a Madrid per concurs de trasllat i va estar adscrita a l'Institut Velázquez, des de 1935 fins a 1936.
Quan esclatà la Guerra Civil espanyola el govern de la República la va tenir com a disponible governativa, cobrant dues terceres parts del sou, al mateix temps que es produïa una depuració del personal del Ministeri d'Instrucció Pública. Jenara Vicenta Arnal Yarza no havia mostrat cap inclinació política, la qual cosa li va permetre no ser represaliada i sortir de Madrid per entrar, després d'un període a França, a la zona nacional, on es va presentar davant la Comissió de Cultura i Ensenyament de la Junta Tècnica de l'Estat, que la va reintegrar a la seva càtedra de Bilbao. Com que Arnal Yarza volia treballar com a docent va sol·licitar passar a l'Institut Femení Beatriz Galindo, la qual cosa se li va concedir per les necessitats de l'ensenyament, i amb caràcter provisional, el 1939, encara que la seva plaça com a catedràtica de Física i Química continuava a l'Institut de Bilbao. El 1940 la Comissió de Depuració de Madrid la readmeté com a catedràtica de l'Institut Beatriz Galindo de Madrid sense imposició de sanció, i va arribar a exercir càrrecs en l'equip directiu del centre.
Com a docent es va destacar pels seus plantejaments pedagògics sobre l'ensenyament de les Ciències Naturals i de la Física i Química, els quals va plasmar en un nombre monogràfic de la revista Bordón, publicada el 1953, dedicat a l'ensenyament de les Ciències Naturals.

## Publicacions
Poden destacar-se els treballs de recerca realitzats el 1930 al costat d'Antonio Rius Miró i Ángela García de la Puerta sobre l'oxidació electrolítica dels clorats, a més dels publicats a la revista Helvètica Chimica Acta i a la Transactions of the American Chemical Society. Novament publicà el 1933, amb Antonio Rius Miró, “Estudio del potencial del electrodo de cloro y sus aplicaciones al análisis”, en Anales de la Sociedad Española de Física y Química, i, el 1935, “La oxidación electrolítica”. També va publicar diversos llibres
- Física y Química de la vida diaria (1954 y 1959),
- Los primeros pasos en el laboratorio de Física y Química (1956),
- Química en Acción (1959).

I, en col·laboració amb Inés García Escalera, els llibres
- Lecciones de cosas (1958), y
- El mundo del saber (ciencias y letras) (1968 y 1970), reeditat l'any 1982 per l'editorial Ramon Sopena.[10]

També va fer traduccions de llibres especialitzats com la Història de la Química, d'Hugo Bauer.